# Central hidroeléctrica General San Martín
La Central hidroeléctrica Gral. San Martín es una central hidroeléctrica ubicada en la provincia de Mendoza. Se encuentra sobre el canal matriz alimentado por el dique Cipolletti, perteneciente a la cuenca del río Mendoza. Comenzó su operación en 1950 durante el gobierno de Juan Domingo Perón.
Posee una potencia instalada de 6 MW, mediante tres turbinas tipo Kaplan que aprovechan un salto de 16 m. El aliviadero del dique es de tipo sifón, con 8 compuertas.